# Європейський Союз і Міжнародний кримінальний суд
Завдяки своєму статусу Європейський Союз (ЄС) не є стороною Міжнародного кримінального суду (МКС), але всі країни-члени ЄС є підписантами, і ЄС був одним із найсильніших прихильників МКС. ЄС надав політичну, фінансову та технічну підтримку суду, який також розташований на його території (Гаага, Нідерланди).

## Позиції та домовленості
У 2001 році ЄС узгодив спільну позицію, тобто він має узгоджену зовнішню політику в цьому питанні, рішуче підтримуючи МКС. Ця позиція була оновлена у 2003 році та поєднана з планом дій.
Угода про співпрацю між ЄС та МКС від 2006 року також зобов’язує ЄС та його членів допомагати МКС, зокрема шляхом передачі секретної інформації до суду. Прикладами такої співпраці вже є підтримка ICC у Демократичній Республіці Конго та Дарфурі, останньому включно з супутниковим центром ЄС, який надає зображення та звіти.
Угода Котону, яку ЄС має з Групою держав Африки, Карибського басейну та Тихоокеанського регіону, містить зобов’язуючу статтю, яка сигналізує про підтримку цих держав МКС і про те, що вони повинні «вжити заходів для ратифікації та імплементації Римського статуту та пов’язаних з ним документів». ЄС додає подібні положення до своїх угод про асоціацію та торговельних угод по всьому світу.

## Фінансове забезпечення
Усі його держави-члени підписали та ратифікували Римський статут (який заснував суд, який набув чинності в 2002 році), і, отже, через відсутність інших великих держав, які є членами, ЄС зараз є найбільшим фінансовим вкладником у суд (до приєднання Японії в 2007 році це становило 75,6%. Потім ще 57,4%). ЄС також фінансує організації, які сприяють розвитку суду.

## Дипломатична підтримка
ЄС був найбільшим прихильником МКС і підтримував його майже в усіх випадках. Певним чином він працював як відділ зв’язків з громадськістю МКС і заохочував держави в усьому світі прийняти Римський статут (зокрема включити його в торгові угоди, як згадувалося вище). Через складність роботи суду та протидію великих держав, таких як США, ця підтримка була незамінною, і, таким же чином, ЄС використовував МКС як інструмент, щоб відчути свою присутність.